# Pueblo lituano
El pueblo lituano (en lituano: lietuviai; singular: lietuvis) es el grupo étnico báltico nativo de Lituania, donde suman un poco más de 3 millones de personas. Otro millón lo conforma la diáspora lituana, ubicada en países tales como Estados Unidos, Brasil, Canadá, Rusia, Uruguay, Reino Unido, Noruega, España e Irlanda, entre otros. Su lengua nativa es el lituano, uno de los dos únicos idiomas sobrevivientes de la familia de lenguas bálticas. Según el censo de 2001, 83,45 % de la población de Lituania se identifica a sí mismo como lituanos; 6,74% como polacos; 6,31% como rusos, 1,23% como bielorrusos y 2,27% como miembros de otros grupos étnicos. La mayoría de lituanos profesa la religión católica, mientras que los lituanos prusianos que vivían en la región norte de Prusia Oriental antes de la Segunda Guerra Mundial eran en su mayoría luteranos, y otros pocos más son de minoría judía.